# Microcythere schuttei
Microcythere schuttei is een mosselkreeftjessoort uit de familie van de Microcytheridae. De wetenschappelijke naam van de soort is voor het eerst geldig gepubliceerd in 1957 door Hartmann.